# Внутренняя шестёрка

Внутренняя шестёрка ЕС и Внешняя семёрка ЕАСТ с 1960 по 1972 год.
Члены ЕС (Внутренняя шестёрка)
Члены ЕАСТ (Внешняя семёрка)

Внутренняя шестёрка, или просто «Шестёрка» — государства-основатели Европейских сообществ. Шестёрка противостояла Внешней семёрке, группе стран, основавших Европейскую ассоциацию свободной торговли, не участвовавших в надгосударственной евроинтеграции. Пять стран-участниц Внешней семёрки позже присоединились к Европейским сообществам.
| Члены ЕС (Внутренняя шестёрка)                               | Члены ЕАСТ (Внешняя семёрка)                                                    |
| ------------------------------------------------------------ | ------------------------------------------------------------------------------- |
| - Бельгия - Франция - Италия - Люксембург - Нидерланды - ФРГ | - Австрия - Дания - Норвегия - Португалия - Швеция - Швейцария - Великобритания |

## История
Внутренняя шестерка — страны, откликнувшиеся на призыв Декларации Шумана объединить добычу угля и стали под общим руководством. Шестёрка подписала Парижский договор о создании Европейского сообщества угля и стали 18 апреля 1951 г. (договор вступил в силу 23 июля 1952 г.). Позже они попытались создать Европейское оборонительное сообщество для перевооружения Западной Германии под руководством общего Европейского военного командования, договор о котором был подписан в 1952 году. Однако план был отклонён Сенатом Франции, который также отменил проект договора о Европейском политическом сообществе. Этот договор должен был создать политическую федерацию для обеспечения демократического контроля над новой европейской армией.
Зависимость от зарубежной нефти и приближающееся истощение угольных месторождений привели появлению идеи создания сообщества атомной энергии (Моне выступал за отдельное сообщество, Европарламент предлагал расширить полномочия ЕОУС). Однако страны Бенилюкса и Германия стремились к общему рынку. В качестве компромисса, были созданы оба сообщества. Таким образом, Шестёрка подписала Римский договор в 1957 году, учредив Европейское экономическое сообщество и Европейское сообщество по атомной энергии . Институты этих сообществ были объединены в 1967 году, войдя в историю как «Европейские сообщества». Шестёрка продолжала своё сотрудничество до 1973 года, когда к ним присоединились два члена Внешней семёрки (Великобритания и Дания), а также Ирландия.

## Расширение и Brexit: Девять, Десять, Двенадцать, Пятнадцать и т. д
События Суэцкого кризиса 1956 года показали Великобритании, что она больше не может действовать в одиночку. Было принято решение обратиться к Соединенным Штатам и Европейским сообществам. Великобритания вместе с Данией, Ирландией и Норвегией подала заявку на членство в 1960 году. Однако тогдашний президент Франции Шарль де Голль рассматривал членство Великобритании в Сообществах в качестве троянского коня для интересов США и, следовательно, заявлял, что наложит вето на членство Великобритании. Четыре страны повторно подали свои заявки 11 мая 1967 года, и после того, как Жорж Помпиду сменил Шарля де Голля на посту президента Франции, вето было снято. Переговоры начались в 1970 году, а два года спустя были подписаны договоры о присоединении со всеми странами, кроме Норвегии (Норвегия отказалась от членства на референдуме 1972 года). В 1981 году Греция присоединилась к Европейским сообществам. Таким образом, число членов ЕС возросло до десяти. После демократической революции Португалия также вышла из ЕАСТ и присоединилась к Сообществам в 1986 году вместе с Испанией. К Двенадцати в 1995 году присоединились Швеция, Австрия и Финляндия (которая присоединились к ЕАСТ в 1986 г.). Из основателей Внешней семёрки в ЕАСТ остались лишь Норвегия и Швейцария, однако к ЕАСТ присоединились Исландия и Лихтенштейн. Позднее количество стран-участниц Сообществ, ныне Европейского союза (ЕС), достигло 28. С одобрением Brexit, в результате которого Великобритания вышла из ЕС 31 января 2020 года после референдума в июне 2016 года и длительных политических переговоров, в настоящее время ЕС насчитывает 27 членов.

## Современные «внутренние» группы
В наши дни в Европейском союзе всё ещё есть некоторые группы, которые интегрируются быстрее других, например, Еврозона и Шенгенская зона (см.: Исключения в договорах Европейского союза). Лиссабонский договор включает положения об интеграции группы одних стран без включения других, если те не желают присоединяться. После отклонения Конституции ЕС некоторые лидеры хотели создать более интегрированную Федеральную Европу рамках ЕС.